# Украински национален съюз
Украинският национален съюз, или съкратено УНС, (на украински: Український Національний Союз) е украинска националистическа паравоенна организация, основана от Олег Голтвянски през 2009 година. Има репутацията на организация за насилствен терор и краен радикализъм, която се бори срещу нелегалната имиграция в страната. Общата численост на този съюз е около 1000 души. Лидер на организацията е Виталий Кривошеев.

## История
Украинският национален съюз е основан на 19 декември 2009 година от украинския политически и обществен активист Олег Голтвянски. УНС е открита неонацистка група, която изповядва враждебност и прилага насилие към имигрантите, към членове на етнически малцинства, ЛГБТ хората и към лявоориентирани фракции. Първите отделения са създадени в Харковска област и Полтавска област. Националният съюз е създаден в Украйна, но днес съществува в много други страни като Полша, Беларус, Русия, Казахстан. Целта на Украинския национален съюз е изграждането на обща концепция за взаимодействие между „национално-консервативните сили на Европа и Русия“. В Украйна Украинският национален съюз има 10 регионални центъра.
На 25 май 2012 г. полицията арестува и изпраща в затвора Олег Голтвянски  и за ръководител на организацията е избран Виталий Кривошеев . На 13 декември 2012 украинската полиция арестува 22-ма члена на УНС. На 27 април 2013 г. Олег Голтвянски, съвместно с лидера на „Украински Национален Съюз“ Виталий Кривошеев учредяват нова националистическа партия с името „Социално-национална партия на Украйна“. Основните ѝ цели са да защитава украинския народ най-вече от престъпления на имигранти, от безчинствата на маргинали, и от разпространението на ЛГБТ права, наркомания и секти.
Украинският национален съюз е един от организаторите на „Евромайдан“ – вълната от демонстрации и гражданско неподчинение по повод отказа на тогавашния украински президент Виктор Янукович да подпише споразумението за асоцииране на Украйна с Европейския съюз.
Бойци УНС участват във войната в Донбас.
На местните избори през 2015 г. Олег Голтвянски от партийната листа на партия „УКРОП“ с 5,88 % от гласовете е избран за член на градския съвет на гр. Люботын.
Организацията е действала и като полувоенна организация и съществува.